# Evania Pelite
Voir Pélite pour le terme désignant les sédiments fins
Pas d'image ? Cliquez ici

a Compétitions nationales et continentales officielles uniquement.

b Matchs officiels uniquement.
Dernière mise à jour le 21 novembre 2024.
Evania Pelite, née le 12 juillet 1995 à Brisbane (Australie), est une joueuse australienne de rugby à sept et de rugby à XIII. Elle a remporté avec l'équipe d'Australie le tournoi féminin des Jeux olympiques d'été de 2016 à Rio de Janeiro.

## Biographie
Evania Pelite fait partie de l'équipe d'équipe d'Australie de rugby à sept retenue pour disputer le tournoi féminin des Jeux olympiques d'été de 2016 à Rio de Janeiro. Elle remporte la médaille d'or avec son équipe.
Elle dispute ses seconds Jeux olympiques en 2021 à Tokyo.